# Heliosfera

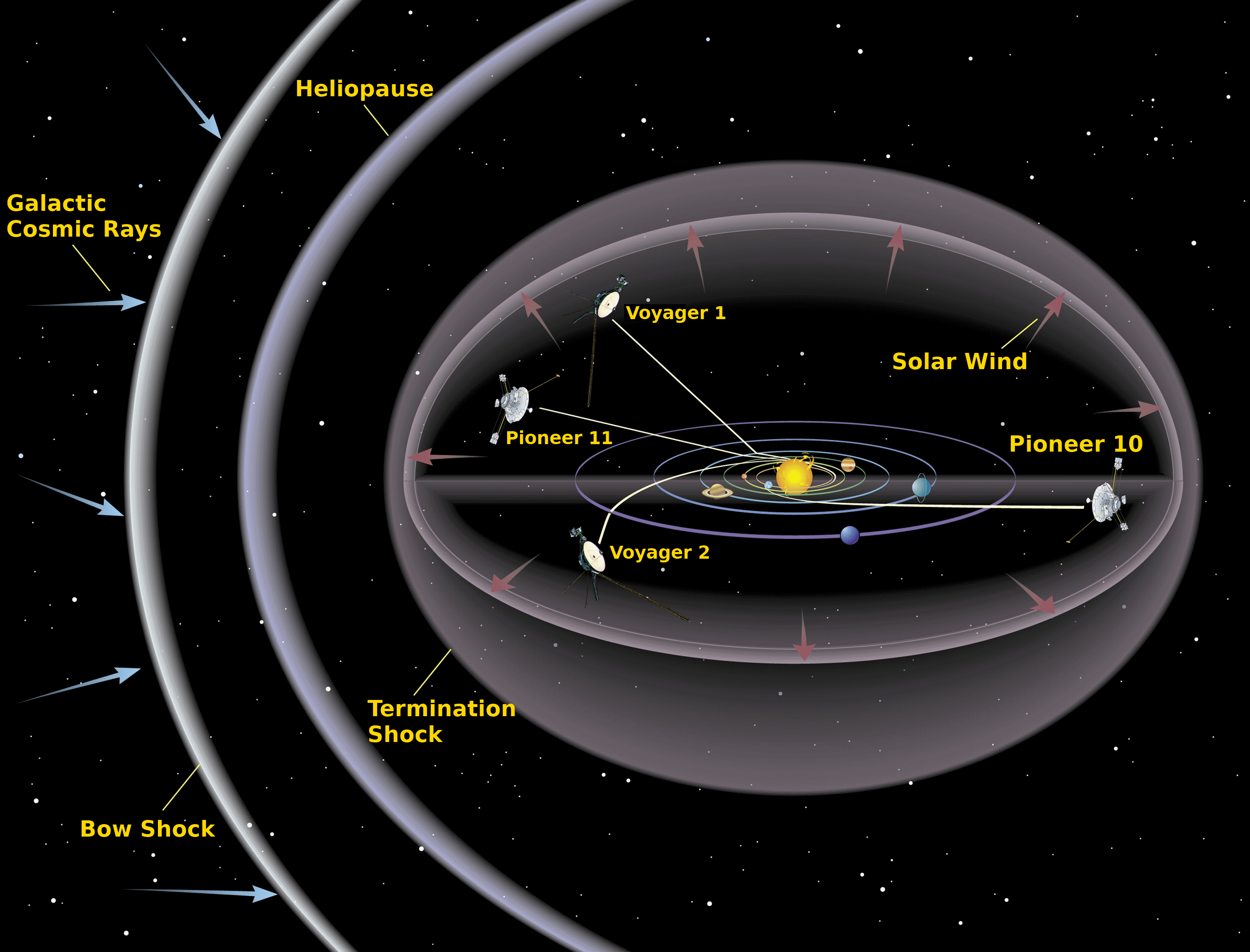
Esquema amb els trets principals de l'heliosfera

L'heliosfera és una bombolla que el vent solar produeix a l'espai. Tot i que els àtoms elèctricament neutres provinents de l'espai interestel·lar poden penetrar aquesta bombolla, la pràctica totalitat de la matèria que hi ha dins l'heliosfera emana del mateix Sol.

## Vista general
El vent solar s'allunya del Sol en totes direccions a velocitats que, a prop de la Terra, arriben a gairebé 1,7 milions de quilòmetres per hora. A una certa distància del Sol, molt més enllà de l'òrbita de Plutó, aquest vent supersònic s'alenteix en col·lidir amb els gasos que formen la matèria interestel·lar. Això té lloc en diverses etapes:
- El vent solar viatja a velocitats supersòniques dins el sistema solar. Al front de xoc de terminació, una ona d'explosió estàtica, el vent es desaccelera fins a velocitats subsòniques (uns 100 km/s).
- Un cop ha tingut lloc aquesta desacceleració, el vent solar pot veure's afectat pel flux d'ambient de la materia interestel·lar. La pressió fa que el vent solar formi una cua, semblant a la dels cometes, darrere el Sol. Aquesta cua s'anomena heliofunda.
- La cara exterior de l'heliosheath, on l'heliosfera es troba amb la matèria interestel·lar, s'anomena heliopausa. Aquest és el límit de l'heliosfera.
- L'heliopausa crea una turbulència en la matèria interestel·lar a mesura que el Sol gira al voltant del centre de la galàxia. El xoc en arc, que es troba a l'exterior de l'heliopausa, és una regió turbulenta causada per la pressió de l'heliopausa contra la matèria interestel·lar.

## Detecció

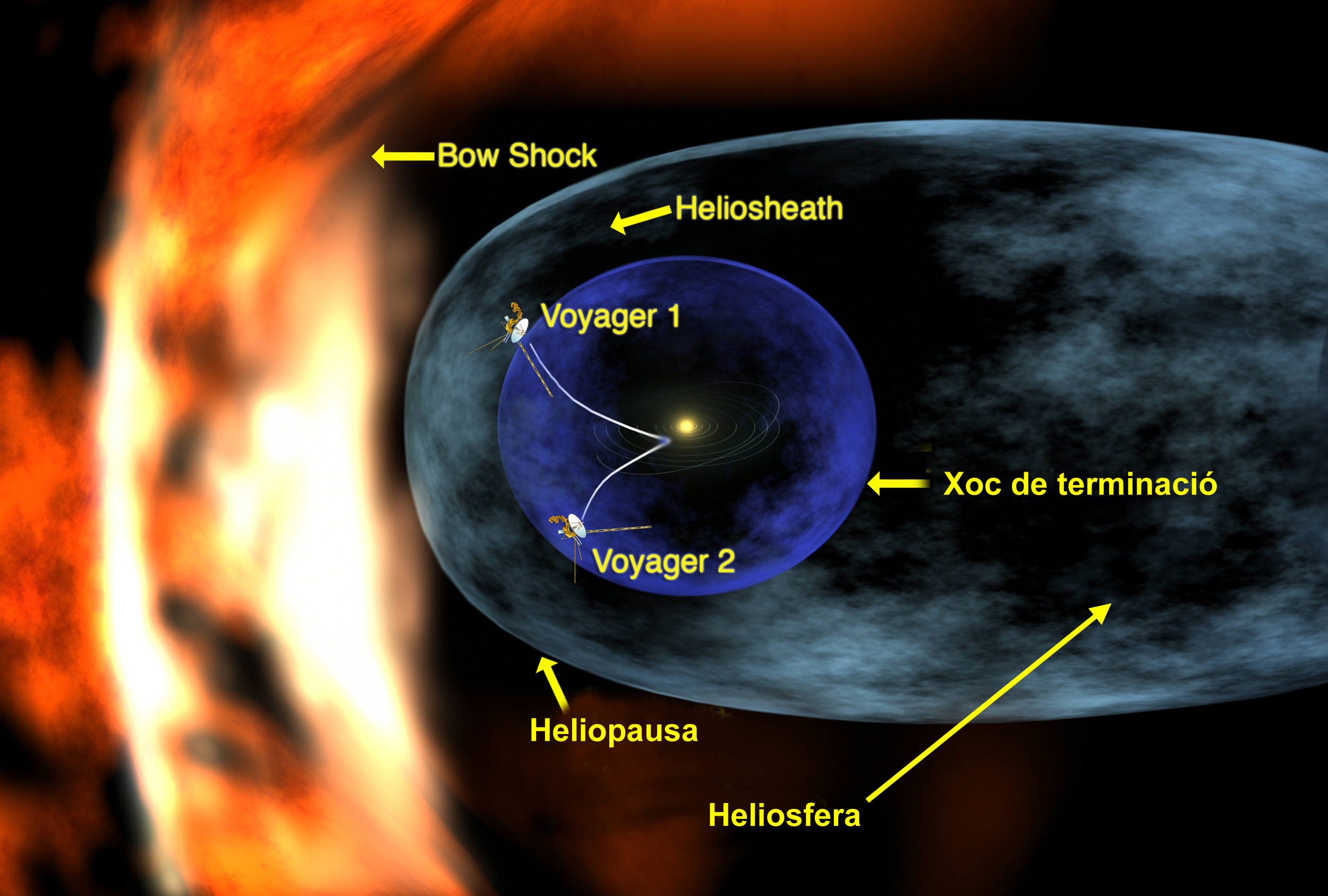
El Voyager 1 a l'heliosheath

La distància exacta fins a l'heliopausa i la seva forma encara no es coneixen amb precisió. Les sondes espacials interplanetàries com ara el Pioneer 10, Pioneer 11, Voyager 1 i Voyager 2 viatjen cap a l'exterior del sistema solar i eventualment travessaran l'heliopausa.
El maig del 2005 es va anunciar que el Voyager 1 havia creuat el front de xoc de terminació i penetrat a l'heliofunda el desembre del 2004, a una distància de 94 ua. En canvi, el Voyager 2 comença a detectar partícules retornants el maig del 2006, cosa que suggereix que s'apropava al front de xoc de terminació malgrat que només estava a 76 ua del Sol. Això implica que l'heliosfera podria tenir una forma irregular, més arrodonida a l'hemisferi nord solar i més aplanada al sud.

## Vent solar
El vent solar està compost de partícules, àtom ionitzats de la corona solar, i camps, especialment camps magnètics. Com que el Sol té un període de rotació de 27 dies, el camp magnètic portat pel vent solar queda convertit en una espiral. Les variacions en el camp magnètic solar s'escampen amb el vent solar i poden produir tempestes geomagnètiques dins la magnetosfera de la Terra.
El març del 2005 es va anunciar que les dades recollides pel Solar Wind Anisotropies (SWAN) del Solar and Heliospheric Observatory han mostrat que l'heliosfera, el volum ple de vent solar que impedeix que el sistema solar quedi emmarcat dins la matèria interestel·lar local, no és axisimètrica, sinó distorsionada, molt probablement a causa del camp magnètic de la galàxia.